# ちみも
『ちみも』は、シンエイ動画制作による日本のテレビアニメ。2022年7月から9月までテレビ東京・BS朝日ほかにて放送された。
キャラクター原案をイラストレーターのカナヘイが担当しており、魑魅魍魎たちを軸にした「ハートフル地獄コメディ」と銘打たれている。
1話で2つのエピソードが放送される構成となっており、全12話24エピソードが放送された。
テレビ放送に先駆けて2022年5月30日から6月23日にかけて8エピソードの先行配信が行われた。

## あらすじ
「地獄からの使者」と名乗る地獄さんと、魑魅魍魎であるちみもは、人間界を地獄にするため、地獄からやってくる。地獄さんとちみもはめい、はづき、むつみの三姉妹が住む鬼神家に居候することになる。

## 登場キャラクター
鬼神めい
声 - 神月柚莉愛
鬼神家の三女。おさげ髪の中学生。ちみもと地獄さんの第一発見者で、ちみもの名付け親でもある。むつみには内緒で、ちみも達の映え写真を「エメラル」名義で、SNS「ポンスカグラム」に投稿している。
鬼神はづき
声 - 加隈亜衣
鬼神家の次女。ビール飲兵衛の美大生で金の亡者。学業を疎かにしない程度に、カフェでバイトをしている。酒豪と言う訳では無く、飲み過ぎた翌朝は二日酔いに悩まされたり、記憶が飛んだりする。地獄さんに家賃を請求するのが日課。
鬼神むつみ
声 - 能登麻美子
鬼神家の長女。会社員で家事全般も担う親的存在。普段は穏やかに微笑んでいるが、格闘技経験者でサンドバッグまで所持している事もあり、仕事や家内トラブルでストレスが爆発すると、手が付けられない。SNSを悪の巣窟だと思っている。
地獄さん
声 - 諏訪部順一
人間界を地獄化する為にやって来た地獄からの使者で、鬼神家の物置にちみもと共に住んでいる。普段は2本の角こそ生えているが、ヘアセットする事で人間と違わない容姿となり、穏やかに日々の勤労に励んでいる。反面、使者として活動する時には、全身が毛むくじゃら姿になって牙や爪も伸びる。
ちみも（おもち、うめぼし、ちびトラ、シャレオツ、赤パン、青パン、かっぱ、ぶち、ミミ、メガネ、ヒゲ、ツバサ）
声 - 諏訪部順一
地獄の魑魅魍魎達。地獄さんと共に人間界に来ているものは12匹おり、それぞれ名前・性格・容姿・能力が異なる。また、地獄の上司直属の恐ろしいちみもや、風変わりなちみも等も存在し、儀式等で相当な本気を出した際には、地獄さん同様の毛むくじゃら姿になる。
地獄先輩
声 - 小松未可子
地獄さんの上司で、同行しているちみも「デッド」共々、実力は折り紙付き。但し、容姿言動はギャルそのもので、人間界を滅ぼす様な大業も、軽いノリで挑んでしまう。一方、地獄の発展には真剣に取り組んでおり、人間界へ視察に来た際も、日本人特有の文化風習を地獄にも取り入れらないかと思慮する事が多い。愛用のローラースルーGOGOは、羽が生えて空も飛べる。

## 制作

### 企画
本作のプロデューサーの一人である永田雄一は、「地獄からの使者が人間界を地獄化しにやってくる」という設定は、シンエイ動画の過去の作品群の多くで用いられた「一般家庭に居候が来る」という設定からヒントを得、そこから主人公である地獄さんとその周囲の人々、およびその間を取り持つマスコットである「ちみも」たちの設定も出来上がってきたと住宅情報サービス「CHINTAI情報局」とのインタビューの中で説明している。会議の中で、かわいらしい絵柄で知られるカナヘイの名前が挙がったことで起用され、「結果、“地獄”をテーマにした物語に対してかわいいイラストの意外性が見事にハマり、ほっこりとハードを掛け合わせた、これまでにない作品ができたと感じています。」と永田は「CHINTAI情報局」とのインタビューの中で振り返っている。
高松信司は監督のぴのあるとが自身の別名義であったことを放送終了後にTwitter上にて明かしている。

### デジタル作画の導入
当初は紙による手描きでテストしたものの、どうしても線が細くなってしまい、カナヘイによるキャラクター原案のイメージを反映できなかった。その時、永田が「デジタル作画なら線の太さを調節できる」と提言したことで、『NINJAハットリくんリターンズ』で使用実績のあった作画ソフトHarmonyが研究中だったカットアウトアニメーションと併用する形で採用された。たとえばちみもは1体につき、眉、目、頬、腕、口が各2点、角、角の中心線、そしてボディの計13点のパーツで構成されており、様々なアングルと組み合わせてアニメーションを作っていく。この手法は人間のように複雑な構成のキャラクターにも対応しており、永田は「CGWORLD 2022 クリエイティブカンファレンス」内のセッションの中で「1つの合成した絵をつくっておいて、コンピュータの力を使って変化させることでアニメーションをつくるというイメージです」と説明している。ただし、この手法は単にパーツの位置を動かせばよいというわけではなく、たとえばジャンプで着地する場面では柔らかいボディをつぶすものの固い角はつぶさないといったアニメーターとしての能力が求められると永田はセッション内で話している。加えて、中割は自動で補完できるものの、そのままでは違和感があるため、2コマや3コマ打ちに直したり、動きのツメ指示をする場合もあったという。また、彩色にあたっては、ほんわかした雰囲気を崩さないようにするため淡い色合いのものがつかわれ、色数も絞られた。本作に登場するちみもは全部で12名おり各々に名前と個性があるとはいえ、模様の位置誤り（例：ぶち）や部位の描き忘れ（例：シャレオツ）といった誤りが起きやすいため、各個体の確認は徹底して行われ、後姿が同じ個体は特に注意が払われた。
なお本作においては原画、動画…という分業制ではなく、日本国外のワークフローを手本に作画から撮影まで1人のアニメーターが1カット手掛ける手法がとられた。ただし、永田は「（アニメーターによる）描き足しによってキャラ崩れが起きることもあります。カットアウトであっても絵の上手さは求められますし、絵を統一する作画監督も立てなければいけません」とも話している。

### セッティング
主人公・地獄さんの居候先である鬼神家三姉妹の自宅は、視聴者が一目でわかりやすくするために、古民家らしい家屋と洋風の屋根を組み合わせた、一風変わったデザインとなった。また、前述のとおり淡い色使いでファンタジックな世界観を感じさせつつも、作中には現実らしさを見せる演出もある。たとえば、現代（制作当時）の若者はテレビよりもスマートフォンやタブレットで映像を見ることが多いという生活事情を反映させるため、鬼神家にはテレビがない。

## スタッフ
- 監督・音響監督 - ぴのあると[3]
- シリーズ構成 - うえのきみこ[3]
- キャラクター原案 - カナヘイ[3]
- キャラクターデザイン・総作画監督 - 堤舞[3]
- 色彩設計 - 蝦名佳代子[3]
- 美術監督 - 高橋佐知[3]
- CGディレクター - 伊賀夕[3]
- 編集 - 藤本理子[3]
- 音響制作 - スタジオマウス[3]
- 音楽 - やしきん[3]
- 音楽制作 - TOY'S FACTORY
- 音楽制作協力 - F.M.F
- チーフプロデューサー - 向井地基起、荒木元道
- プロデューサー - 永田雄一、向井紘一郎、御手洗絵里
- アニメーション協力 - M2 ANIMATION、DeeDee Animation Studio[3]
- アニメーション制作 - シンエイ動画[3]
- 製作 - ちみも製作委員会[3]（松竹、霊動創想、シンエイ動画、集英社、トイズファクトリー、ADKエモーションズ、スタジオマウス、丸井、テレビ東京コミュニケーションズ、エンスカイ、BS朝日）

## 主題歌
「マルコッパ」
眉村ちあきによるオープニングテーマ。作詞・作曲・編曲は眉村ちあき。
「なんだなんなんだ！」
小松未可子によるエンディングテーマ。作詞・作曲はQ-MHz、編曲はパソコン音楽クラブ。

## 各話リスト
| 話数   | サブタイトル                                                   | 脚本         | 絵コンテ   | 演出       | 作画監督 | 初放送日      |
| ------ | -------------------------------------------------------------- | ------------ | ---------- | ---------- | -------- | ------------- |
| 第1話  | 地獄のはじまり                                                 | うえのきみこ | ぴのあると | ぴのあると | 堤舞     | 2022年 7月8日 |
| 第1話  | 地獄からの使者                                                 | うえのきみこ | ぴのあると | ぴのあると | 堤舞     | 2022年 7月8日 |
| 第2話  | 人間界地獄化計画                                               | うえのきみこ | 鈴木卓夫   | ぴのあると | 堤舞     | 7月15日       |
| 第2話  | 働きたくて、地獄                                               | うえのきみこ | 釘宮洋     | ぴのあると | 堤舞     | 7月15日       |
| 第3話  | 地獄の穴                                                       | うえのきみこ | 伊賀夕     | ぴのあると | 堤舞     | 7月22日       |
| 第3話  | 地獄のお土産殺人事件                                           | うえのきみこ | 藤原良二   | ぴのあると | 堤舞     | 7月22日       |
| 第4話  | 地獄の姉妹バトル                                               | こぐれ京     | ぴのあると | ぴのあると | 堤舞     | 7月29日       |
| 第4話  | 芸術が爆発して地獄だ！                                         | こぐれ京     | 竜恩遠     | ぴのあると | 堤舞     | 7月29日       |
| 第5話  | 地獄のたくらみ                                                 | うえのきみこ | 鈴木卓夫   | ぴのあると | 堤舞     | 8月5日        |
| 第5話  | デッド THE 地獄                                                | うえのきみこ | 伊賀夕     | ぴのあると | 堤舞     | 8月5日        |
| 第6話  | 地獄マター                                                     | うえのきみこ | 藤原良二   | ぴのあると | 堤舞     | 8月12日       |
| 第6話  | しあわせ地獄                                                   | うえのきみこ | 釘宮洋     | ぴのあると | 堤舞     | 8月12日       |
| 第7話  | 5月の誕生石はエメラルドな地獄                                  | こぐれ京     | 釘宮洋     | ぴのあると | 堤舞     | 8月19日       |
| 第7話  | 地獄のタッカーーーン                                           | こぐれ京     | 鈴木卓夫   | ぴのあると | 堤舞     | 8月19日       |
| 第8話  | ネコちゃん地獄                                                 | こぐれ京     | 誌村宏明   | ぴのあると | 堤舞     | 8月26日       |
| 第8話  | 地獄のちみもみん                                               | こぐれ京     | 藤原良二   | ぴのあると | 堤舞     | 8月26日       |
| 第9話  | 10万円争奪地獄                                                 | うえのきみこ | 竜恩遠     | ぴのあると | 堤舞     | 9月2日        |
| 第9話  | 襲来！地獄先輩                                                 | うえのきみこ | ぴのあると | ぴのあると | 堤舞     | 9月2日        |
| 第10話 | ダイエット地獄                                                 | ぴのあると   | 釘宮洋     | ぴのあると | 堤舞     | 9月9日        |
| 第10話 | はじめてのおつかい地獄                                         | ぴのあると   | 藤原良二   | ぴのあると | 堤舞     | 9月9日        |
| 第11話 | この地獄をいつかボクが思い出す時、キミはどこにいるのだろうか。 | こぐれ京     | 釘宮洋     | ぴのあると | 堤舞     | 9月16日       |
| 第11話 | ヒマすぎ地獄の過ごし方                                         | うえのきみこ | 鈴木卓夫   | ぴのあると | 堤舞     | 9月16日       |
| 第12話 | 地獄創造！そして地獄へ…                                        | うえのきみこ | ぴのあると | ぴのあると | 堤舞     | 9月30日       |
| 第12話 | 地獄のおわり                                                   | うえのきみこ | 伊賀夕     | ぴのあると | 堤舞     | 9月30日       |

## 放送局
| 放送期間 | 放送時間                     | 放送局     | 対象地域   | 備考                                 |
| --- | ---------------------------- | ---------- | ---------- | ------------------------------------ |
| 2022年7月8日 - 9月30日 | 金曜 1:30 - 2:00（木曜深夜） | テレビ東京 | 関東広域圏 |                                      |
| | 金曜 23:00 - 23:30           | BS朝日     | 日本全域   | 製作参加 / BS放送 / 『アニメA』枠    |
| 2022年9月6日 - 11月22日                                                                                                   | 火曜 20:30 - 21:00           | AT-X       | 日本全域   | CS放送 / 字幕放送 / リピート放送あり |
| テレビ東京・BS朝日では11話の翌週に「最終回直前スペシャル特番」として第8話にオーディオコメンタリー付きを付けたものを放送。 |                              |            |            |                                      |

インターネットでは、dアニメストア、ABEMA、U-NEXT、アニメ放題、Hulu、J:COMオンデマンド、auスマートパスプレミアム、TELASA、milplus、バンダイチャンネル、ひかりTV、FOD、Amazon Prime Video、Happy!動画、ラブキャLOVE、Google Play、Paravi、アニメカ、dTV、DMM TV、Rakuten TV、ビデオマーケット、GYAO!ストア、ニコニコ動画、ABEMA、GYAO!、ネットもテレ東、TVerにて2022年7月9日より土曜0時（金曜深夜）に配信。

## BD / DVD
| 巻 | 発売日        | 収録話         | 規格品番  | 規格品番  |
| 巻 | 発売日        | 収録話         | 豪華版BD  | 通常版DVD |
| -- | ------------- | -------------- | --------- | --------- |
| 上 | 2022年12月7日 | 第1話 - 第6話  | SHBR-0674 | DASH-0102 |
| 下 | 2023年1月18日 | 第7話 - 第12話 | SHBR-0675 | DASH-0103 |

## 漫画
4コマ漫画『コミック版『ちみも』』が2022年6月6日よりTwitter、Instagramにて連載。作画は堤舞。単行本ではキャラクター紹介やスタッフメッセージの含まれた書籍として発売。
- 堤舞 『『ちみも』コミック 〜人間界地獄化計画〜』 集英社、2022年9月5日発売[19]、ISBN 978-4-08-790086-6

## その他
2022年8月、劇中にも登場する江ノ島電鉄にて本作とのコラボ列車が運行される。